# 香港青年協會有機農莊

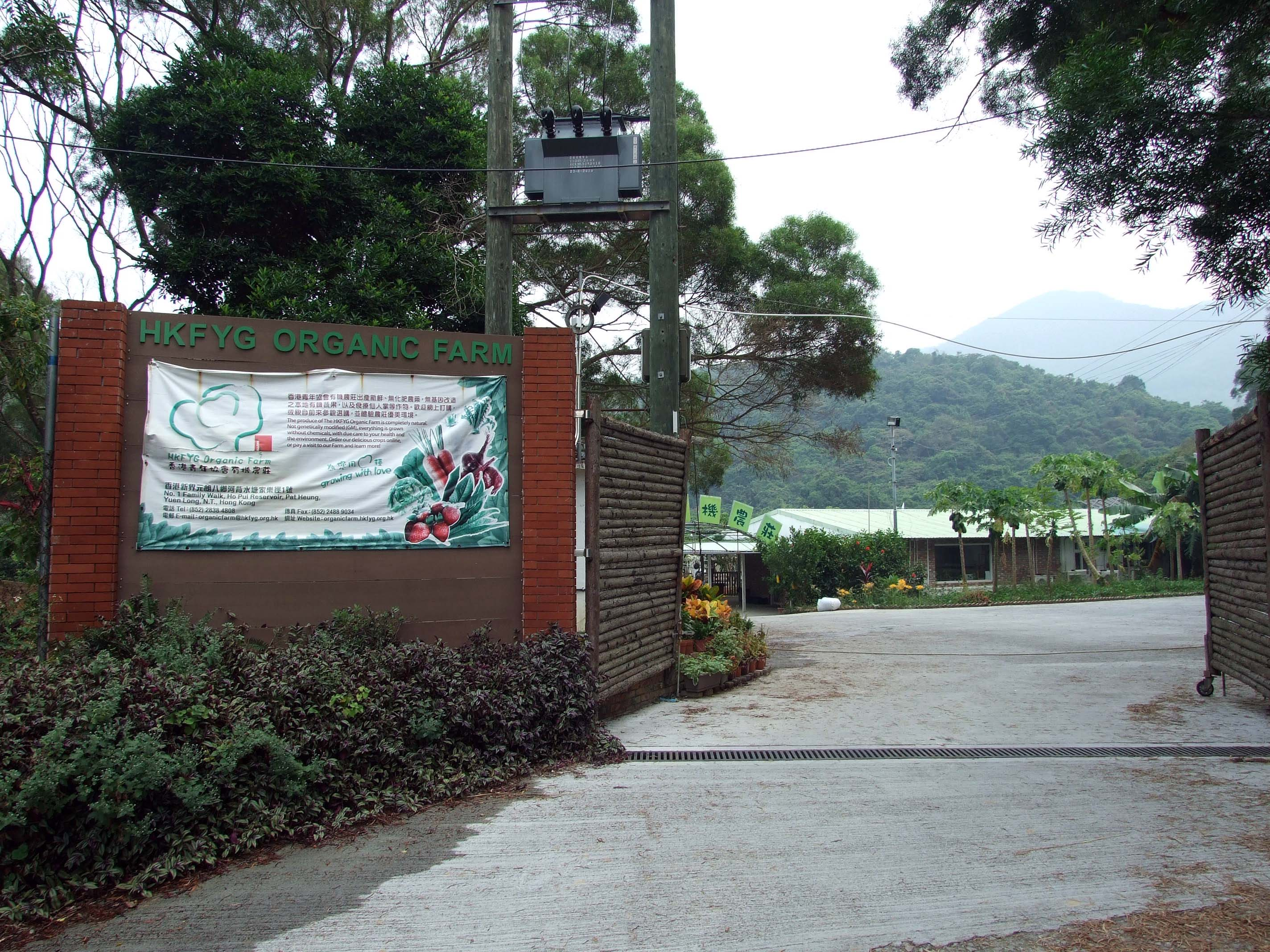
香港青年協會有機農莊

香港青年協會有機農莊，簡稱青協有機農莊，是香港一個有機農場，位於新界元朗區八鄉河背村河背水塘，由香港青年協會於2010年創辦。
有機農莊面積約13,500平方米，可容納200人，設施包括種植有機農作物的菜田、種植棚、花圃、熱情果棚、魚池、堆肥池、溫室，以及風力發電及太陽能發電的設施。

## 外部連結
- 香港青年協會有機農莊 （页面存档备份，存于）